# Giovanna Pedroso
Giovanna Gomes de Almeida Pedroso (Rio de Janeiro, 15 de outubro de 1998) é uma saltadora brasileira, medalhista de prata no Pan-Americano de Toronto 2015 e 8° lugar nas Olimpíadas Rio-2016.
Giovanna começou nos esportes ainda bem nova, com 4 anos de idade, mas na ginástica artística, no clube do Flamengo. Aos 11 anos, após deixar a ginástica artística por um acidente, ainda ficou por um curto período de 3 meses no nado sincronizado antes de migrar definitivamente para os saltos ornamentais.
Começou nos saltos em um antigo projeto chamado Saltando Para o Futuro da CBDA, passou pelo Tijuca Tênis Clube, Botafogo, e hoje compete pelo Instituto Pró Brasil.
Giovanna participou do Pan-Americano de 2015 em Toronto e das Olimpíadas Rio 2016 no Rio de Janeiro. No início do ano de 2020 conquistou o índice para o Pré Olímpico de Saltos Ornamentais e a disputa da Copa do Mundo da FINA, em Tóquio.
Em 2023, na retomada da parceria com Ingrid Oliveira, conquistou a medalha de bronze na Plataforma de 10 metros nos Jogos Pan-Americanos de Santiago 2023.

## Carreira

### Pan 2015
Nos Jogos Pan-Americanos de 2015 em Toronto, foi medalha de prata na plataforma de 10 metros competindo em dupla com Ingrid de Oliveira.

### Rio 2016
Repetiu a dupla com Ingrid de Oliveira, terminando em oitavo lugar na plataforma de 10 metros.